# Plestan
 Plestan (en bretó Plestan, gal·ló Plénét) és un municipi francès, situat a la regió de Bretanya, al departament de Costes del Nord. L'any 2006 tenia 1.644 habitants.

## Demografia
| 1962                                       | 1968  | 1975  | 1982  | 1990  | 1999  |
| ------------------------------------------ | ----- | ----- | ----- | ----- | ----- |
| 1.254                                      | 1.317 | 1.233 | 1.245 | 1.306 | 1.396 |
| Des de 1962: població sense dobles comptes |       |       |       |       |       |

## Administració
| Període   | Identitat      | Partit |
| --------- | -------------- | ------ |
| 1971-1977 | Henri Badouard |        |
| 1977-2001 | Eugène Besnard |        |
| 2001-     | Daniel Moisan  |        |